# Archilestes grandis
Archilestes grandis là loài chuồn chuồn trong họ Lestidae. Loài này được Rambur mô tả khoa học đầu tiên năm 1942.